# 歌と星空
歌と星空（うたとほしぞら）は、日本の歌手、玉手ゆういちのメジャーデビューシングル。2007年12月5日にEMIミュージック・ジャパンから発売。

## 解説
- 「歌と星空」は、COUNT DOWN TV、2007年12月度エンディングテーマ。

## 収録曲
1. 歌と星空
作詞：玉手ゆういち　作曲：玉手ゆういち　編曲：河野圭
COUNT DOWN TV、2007年12月度エンディングテーマ。
2. 届かない
作詞：玉手ゆういち　作曲：玉手ゆういち　編曲：佐藤真吾・玉手ゆういち
3. 歌と星空 (Instrumental)